# Scary Hours
Scary Hours è il secondo EP del rapper canadese Drake, pubblicato il 19 gennaio 2018 dalle etichette Young Money Entertainment e Cash Money Records.

## Tracce
1. God's Plan – 3:19
2. Diplomatic Immunity – 4:16